# ته دره (فیلم)
ته دره (انگلیسی: Down in the Valley) فیلمی آمریکایی در سبک درام است که در سال ۲۰۰۵ منتشر شد.

## خلاصه داستان
داستان فیلم در مورد رابطه عاشقانه بین یک مرد متوهم (ادوارد نورتون) که فکر می‌کند کابوی است، و دختری سرکش (ایوان ریچل وود) که با خانواده اش مشکل دارد می‌باشد…

## بازیگران
- ادوارد نورتون
- ایوان ریچل وود
- دیوید مورس
- روری کالکین
- آویوا
- بروس درن
- جان دیهل
- جفری لوئیس
- الیزابت پنیا
- هانتر پریش
- کت دنینگز
- موس واتسون
- ترنس اوانس
- تای بورل